# (1786) Raahe
(1786) Raahe – planetoida z pasa głównego planetoid okrążająca Słońce w ciągu 5 lat i 93 dni w średniej odległości 3,02 au. Została odkryta 9 października 1948 roku w Obserwatorium Iso-Heikkilä w Turku przez Heikki Alikoskiego. Nazwa planetoidy pochodzi od miasta Raahe w Finlandii. Przed jej nadaniem planetoida nosiła oznaczenie tymczasowe (1786) 1948 TL.